# Return of the Dream Canteen
Albums de Red Hot Chili Peppers
Unlimited Love
(2022)
Singles
1. Tippa My Tongue
Sortie : 19 août 2022
2. Eddie
Sortie : 23 septembre 2022

Return of the Dream Canteen est le treizième album studio du groupe de rock américain Red Hot Chili Peppers, sorti le 14 octobre 2022.
Comme son prédécesseur Unlimited Love, cet album produit par Rick Rubin contient 17 titres enregistrés au studio Shangri-La de Malibu. Annoncé au cours du premier concert sur sol américain du Unlimited Love Tour, à Denver, il est le deuxième album du groupe à sortir en 2022. La liste des titres est révélée le 13 août à travers une publication sur les réseaux sociaux du groupe. Le premier single de l'album, Tippa My Tongue, est publié le 19 août 2022. Le second titre issu de l'album, Eddie, est publié le 23 septembre 2022 et est joué pour la première fois en concert le 9 octobre 2022 à Austin, au Texas.
La direction artistique de la pochette de l'album est signée par le studio français Julien & Thami.

## Style

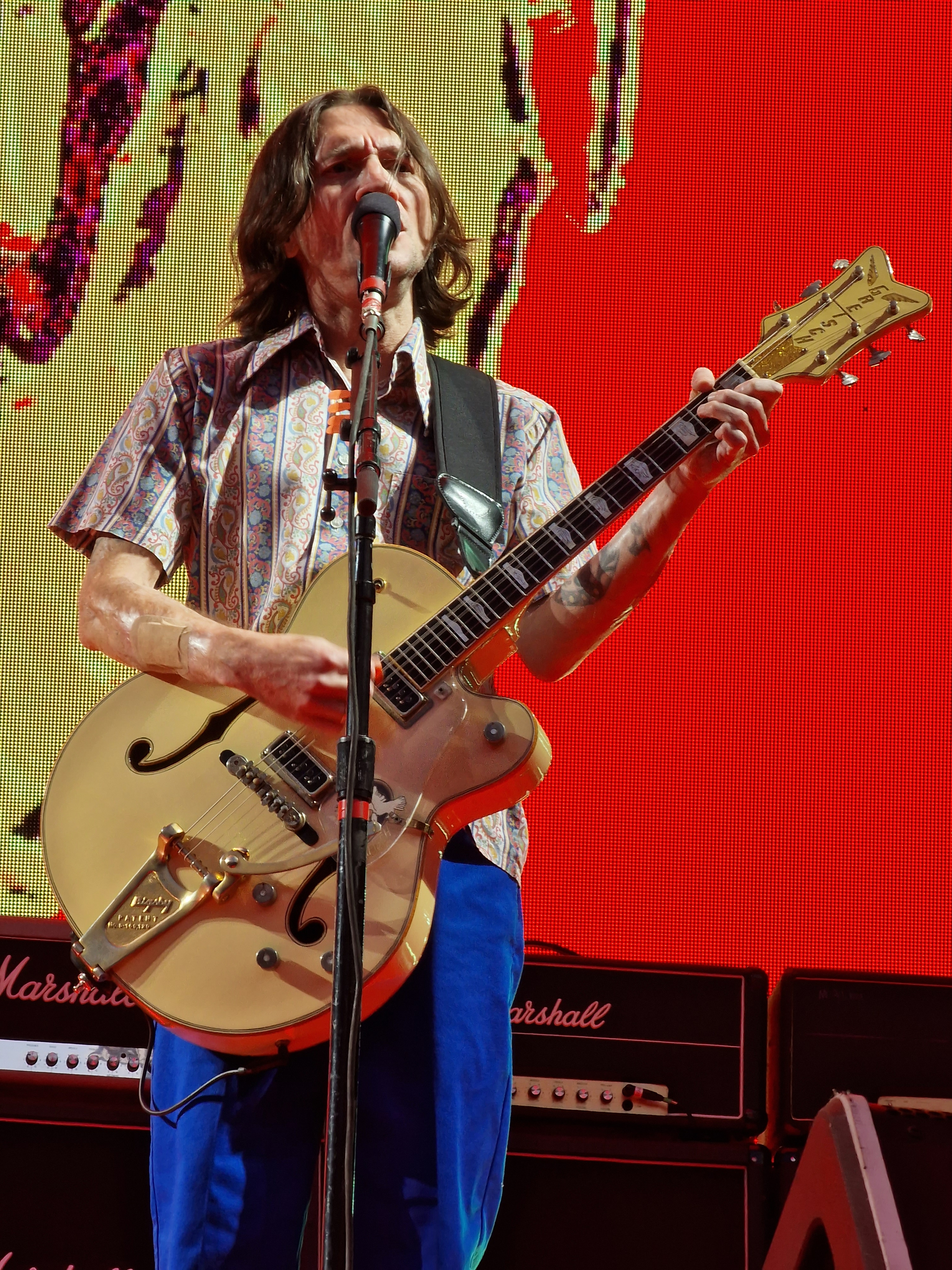
Return of the Dream Canteen est le 7e album des Red Hot Chili Peppers à présenter John Frusciante à la guitare.

Le batteur Chad Smith déclare à la sortie de Tippa My Tongue que, concernant les genres musicaux abordés par l'album, celui-ci est « un mélange d'un peu de tout » et que « ses saveurs diffèrent de celles d'Unlimited Love et vice-versa ». Bien que les titres de Return of the Dream Canteen furent enregistrés durant les mêmes sessions que l'album précédant, le groupe évalua presque naturellement les chansons comme appartenant à deux entités « aux énergies bien distinctes » et que « trop de bonnes chansons [furent enregistrées] pour ne pas sortir un deuxième album ».

## Composition
Tippa My Tongue, premier single issu de l'album, est une composition de funk-rock nerveuse portée par une mélodie accrocheuse et une rythmique délirante. Par ses paroles Tippa My Tongue fait directement référence au LSD, drogue récréative que l'on consomme par voie orale et dont les effets psychédéliques sont également représentés dans le clip hypnotisant réalisé par Malia James. Anthony Kiedis évoque dans le refrain de la chanson l'expression Funky Monks, sobriquet que le groupe s'est octroyé dans les années 1990 et qui fut déjà utilisé pour nommer une chanson de Blood Sugar Sex Magik (1991) ainsi qu'un film documentaire.
Peace and Love s'ouvre comme un titre funky par essence, au tempo lent avec une ligne de basse dominante jointe à un riff minimaliste, mais est vite rattrapé par un refrain très mélodieux, profond et honnête qui n'est pas sans rappeler la douceur de By the Way (2002). La composition reste néanmoins complexe due aux différentes pistes de guitares superposées. Le défunt chanteur d'Alice in Chains Layne Staley y est référencé.
À l'inverse, Reach Out amorce une section calme mais très rythmée, avant d'exploser sur un rock à l'ancienne, agressif – une dynamique similaire au titre Mini-Epic (Kill For Your Country). Alors que le titre est construit sur une alternance entre ces segments doux et bruts, l'intensité de la chanson est concentrée sur ce refrain aux sonorités heavy metal à la Black Sabbath.
Eddie est un vibrant titre écrit en hommage au défunt guitariste Eddie Van Halen. Composé au lendemain de l'annonce de son décès le 6 octobre 2020, les paroles, écrites à la première personne, évoquent la vie et l'héritage du musicien. Après une brève intro rappelant étonnamment celle de By the Way (2002), la ligne de basse envoutante de Flea impose un rythme péchu. La chanson culmine à sa longue outro sous la forme d'un solo de guitare énergique et passionnel de John Frusciante, similaire dans sa sonorité à ses performances improvisées et utilisant la technique de tapping popularisée par Van Halen.
Fake as Fuck est une piste généreuse en dynamiques variées. Elle débute sur une section lente et charmante, élevée par de doux accords à la guitare clean, pour ensuite s'envenimer grâce à un rythme pressé où la guitare devient strummée , en bonne influence funk. On retrouve ici et là un arrangement de cuivres, non pas sans rappeler une présence similaire sur une autre chanson issue des mêmes sessions d'enregistrement, Aquatic Mouth Dance (2022). La chanson se métamorphose à son outro en une progression rock très lourde aux influences grungey.
Bella est un morceau aux inspirations plus pop que rock, écrit en 7/4 – une signature rythmique inhabituelle. Mélange exquis entre le son originel du groupe et leurs nuances plus modernes, la chanson comporte un refrain festif et très entraînant, sublimé par les chœurs de Frusciante qui se font plus entendre que sur les autres titres.
Roulette comporte également une signature rythmique surprenante, occasionnant la curieuse sensation d'une batterie en retard à chaque temps. La guitare rythmique est acoustique, fait assez rare dans les derniers titres du groupe pour être souligné. Le bridge de la chanson gagne en intensité et en pistes de guitare au fur et à mesure de sa progression. Chaque musicien termine sa part de la chanson à un moment différent : Kiedis le premier, Frusciante réalisant un court solo, puis Flea joue un temps supplémentaire avant de laisser Chad Smith seul pour clore le titre avec un sample de sa batterie joué en boucle.
My Cigarette est une piste indubitablement inspirée par les influences électroniques de Frusciante. Construite avec une boîte à rythmes, ce dernier joue un synthé atmosphérique, usant d'effets feutrés et aqueux, alors que Kiedis pose une performance sans refrain, presque rappée, et que Flea consolide l'ensemble avec une ligne de basse sinistrement mélodique. Inédit pour une chanson des Red Hot Chili Peppers, le titre se clos sur un romantique solo de saxophone.
Afterlife débute par un rire ténébreux de Kiedis, similaire à celui présent à la fin de C'mon Girl sur Stadium Arcadium (2006). Kiedis rappe avec frénésie sur un segment funky dominé par une ligne de basse lourde avant de se changer en un refrain mélodique très aérien. Le bridge de la chanson est à dominante jazzy et bebop puis la piste se clôt par un solo de guitare élancé et poussif, où Frusciante fait hurler sa guitare grâce à la technique du feedback obtenue en abusant du vibrato.
Shoot Me a Smile s'ouvre avec un jeu rigoureux mais léger, où la guitare est jouée aussi délicatement que le chant de Kiedis est calme. Le refrain introduit une dynamique plus intense mais toujours biblique avec la présence notamment de chœurs chantés par Frusicante. Le break est mené presque exclusivement par la batterie de Smith sur ce qui aurait presque pu s'apparenter à un solo si ce n'était pour le chant parlé de Kiedis.
Handful est un morceau chaleureux et émouvant, grandement influencé par la soul et le jazz. Un lick de guitare subtil ouvre la chanson tandis que Smith articule sa batterie sur un rythme jazzy. Porté par une mélodie raffinée, Kiedis délivre une performance vocale complexe et romantique qui dialogue avec un arrangement de cuivres. Plusieurs guitares s'entrelacent mielleusement avant de s'éclipser pour laisser Kiedis clore le titre.
The Drummer est la piste la plus courte de l'album. D'un ton globalement enjoué, elle ne parle pas d'un musicien connu comme Eddie mais raconte l'histoire d'un batteur fictif. Le morceau est propulsé par la caisse claire organique et entraînante de Smith. Frusciante joue aux claviers une progression presque sinistre et fait monter sa guitare dans les aigus pour suivre la mélodie vocale de Kiedis sur le refrain. Les chœurs proposés par Frusciante rappellent également leur même omniprésence sur By the Way (2002).
Bag of Grins s'ouvre sur une ligne de basse loquace, avant d'adopter une atmosphère ténébreuse digne d'Halloween. Le refrain est lourd de guitares saturées et Frusciante double la voix de Kiedis pour accentuer l'effet fantomatique. Le titre comporte une longue outro épique portée par les chœurs éthérés de Frusciante et jointe par des mélodies électroniques.
La La La La La La La La est une composition remarquable dans la discographie du groupe. Très sentimental, le titre s'articule presque exclusivement autour de voluptueux accords de piano, accompagnés d'un saxophone discret et de couches de synthés nébuleuses. Le pré-refrain semble s'élever en intensité pour atterrir sur une réplique chaleureuse où Frusciante rejoint Kiedis au chant.
Copperbelly est une chanson portée par une ligne de basse texturée et une mélodie douce jouée à la guitare. Le refrain garde la même atmosphère à laquelle s'ajoute la puissance de guitares saturées. Un riff de basse exotique sert de break pour introduire un solo de guitare brouillon mais résolument inspiré par Kurt Cobain.
Carry Me Home est un titre déchaîné aux influences blues, s'ouvrant sur un lick de guitare expressif par Frusciante qui, fidèle à son habituelle inspiration du jeu de Jimi Hendrix, en ajoute tout au long de la chanson. La performance de Smith à la batterie est d'une remarquable énergie. Le tempo langoureux et traînant du morceau est notamment remarquable aux différents breaks, intimement minimalistes car ne comptant que Kiedis et une ligne de basse dialoguant avec le silence, avant d'exploser sur un solo agressif ou un refrain endiablé.
In the Snow est une expérimentation résolument inédite pour le groupe. Sur cette pièce sombre et sublimée, Frusciante semble avoir laissé sa place à son alter ego Trickfinger, sobriquet sous lequel il produit et sort de la musique électronique depuis presque dix ans. Principalement composée avec des boîtes à rythmes, influencée par des groupes comme Depeche Mode ou The Cure, la guitare et la basse se retrouvent en retrait, sans totalement disparaître. La performance de Kiedis, où il alterne entre chant et parlé, est également expérimentale par sa modulation.
The Shape I'm Takin' est une chanson d'amour au rythme déchaîné ouvert et mené par le jeu de Smith. Frusciante y brille pour ses harmonies vocales et son solo de guitare qui n'est pas sans rappeler ses performances sur son album The Empyrean. Sur une grande partie du morceau, Flea use frénétiquement de la technique du slapping sur sa basse.

## Fiche technique

### Liste des titres
Toutes les chansons sont écrites et composées par Anthony Kiedis, Flea, John Frusciante et Chad Smith.
| 1.  | Tippa My Tongue (19 août 2022) | 4:20 |
| 2.  | Peace and Love                 | 4:03 |
| 3.  | Reach Out                      | 4:11 |
| 4.  | Eddie (23 septembre 2022)      | 5:41 |
| 5.  | Fake as Fuck                   | 4:22 |
| 6.  | Bella                          | 4:51 |
| 7.  | Roulette                       | 4:57 |
| 8.  | My Cigarette                   | 4:24 |
| 9.  | Afterlife                      | 4:14 |
| 10. | Shoot Me a Smile               | 3:42 |
| 11. | Handful                        | 4:00 |
| 12. | The Drummer                    | 3:24 |
| 13. | Bag of Grins                   | 5:05 |
| 14. | La La La La La La La La        | 3:57 |
| 15. | Copperbelly                    | 3:44 |
| 16. | Carry me Home                  | 4:13 |
| 17. | In the Snow                    | 5:55 |

| A1. | Tippa My Tongue (19 août 2022) | 4:20 |
| A2. | Peace and Love                 | 4:03 |
| A3. | Reach Out                      | 4:11 |
| A4. | Eddie (23 septembre 2022)      | 5:41 |
| B1. | Fake as Fuck                   | 4:22 |
| B2. | Bella                          | 4:51 |
| B3. | Roulette                       | 4:57 |
| B4. | My Cigarette                   | 4:24 |
| C1. | Afterlife                      | 4:14 |
| C2. | Shoot Me a Smile               | 3:42 |
| C3. | Handful                        | 4:00 |
| C4. | The Drummer                    | 3:24 |
| C5. | Bag of Grins                   | 5:05 |
| D1. | La La La La La La La La        | 3:57 |
| D2. | Copperbelly                    | 3:44 |
| D3. | Carry me Home                  | 4:13 |
| D4. | In the Snow                    | 5:55 |

#### Éditions spéciales
| 18. | Whatchu Thinkin' (Live in Paris) |  |

| 18. | The Shape I’m Takin | 3:35 |

| 18. | The Shape I’m Takin | 3:35 |

### Interprètes
- Anthony Kiedis : chant
- Flea : guitare basse
- John Frusciante : guitare, chœurs
- Chad Smith : batterie

### Équipe de production
- Rick Rubin : production
- Ryan Hewitt : mixage